# Sternidius incognitus
Sternidius incognitus är en skalbaggsart som beskrevs av Lewis 1977. Sternidius incognitus ingår i släktet Sternidius och familjen långhorningar. Inga underarter finns listade i Catalogue of Life.